# أربع دقائق (أغنية)
4 دقائق هي أغنية للمغنية الأمريكية وكاتبة الأغاني مادونا من ألبومها الحادى عشرة المسجل هارد كاندي (2008)، ويضم غناء من قبل الموسيقيين الاميركيين جاستين تيمبرليك وتيمبالاند. ولقد اطلقت أغنية كرائدة منفردة من الألبوم في 17 مارس، 2008، من قبل وارنر بروس ريكوردس. كان الدافع وراء تطوير الأغنية التي كتبها هو الشعور بالضرورة القصوى لإنقاذ الكوكب من الدمار، وكيف يمكن أن يُمتع الناس أنفسهم في هذه العملية.تم الانتهاء من الكتابة من خلال مناقشات بين مادونا وتيمبرليك عن مواقف مختلفة، القضايا والعلاقات. وفقا لمادونا، ألهمتها الأغنية لإنتاج الفيلم الوثائقي أنا لأننا (2008).
لقد تم تسجيل الاغنية في سارم ويست ستوديو، في لندن، بينما تم الانتهاء من عمل الدمج الموسيقى في ستوديو ذا هيت فاكتورى، في ميامى.عمل مهندس الصوت ديماسيو «ديمو» كاستيلون اولا على صوتيات الاغنية، عن طريق صقلها وفقا لغرائزة وارادتة، وبعد ذلك عمل على الإيقاع والموالفات التي ألفها كلاً من تيمبلاند ودانجا. الاغنية الايقاعية الراقصة امتزجت بنمط الهيب هوب والمناطق الحضارية، «4 دقائق» تشتمل على صفات تيمبلاند البنجابية في الإيقاع والالات المستخدمة في الاغنية وتتضمن النحاس، ابواق الضباب واجراس الابقار.الكلمات الغنائية للاغنية تحمل رسالة توعية اجتماعية، والتي ألهمت بها مادونا خلال زيارتها إلى أفريقيا ومعاناة البشر التي شاهدتها في تلك القارة.
«4 دقائق» تلقت اشادة نقدية من الكثير من النقاد الموسيقيين اللذين وصفوها بأنها مقطع موسيقى راقص مشغول واثنوا على موسيقاها، والتي قُرنت إلى التي لفرقة موسيقية.ومع ذلك لاحظ البعض مادونا، بدلاً من تيمبرلاك، على أنها ظهرت كاكثر من فنانة مميزة في الاغنية. «4 دقائق» حققت ناجاحاً في جميع انحاء العالم باحتلالها المرتبة الأولى في 21 دولة، بما في ذلك أستراليا، كندا، ألمانيا، إيطالي، إسبانياوالمملكة المتحدة.
في الولايات المتحدة، «4 دقائق» بلغت ذروتها بحلولها رقم ثلاثة في بيل بورد 100, أعطاء مادونا للمرة السابعة والثلالثين أعلى عشرة أغانى فردية، تحطيم الرقم القياسي الذي عقد في وقت سابق من قبل الفيس بريسلي الفنان الذي حقق معظم أعلى عشرة اغانى.
في الفيديو الموسيقى المرافق للأغنية، مادونا وتيمبرليك يغنون ويهربون من شاشة سوداء عملاقة تلتهم كل شيء في طريقها. في نهاية الفيديو، مادونا وتيمبرليك استهلكوا من قبل الشاشة. «4 دقائق» كانت تؤديها مادونا في الجولة الترويجية لهارد كاندي وجولة ستيكى & سويت. في الأخير، قُدمت الأغنية كأنها المباراة الافتتاحية لجزء الهذيان، حيث ارتدت مادونا زى الروبوت المستقبلي. خلال أداء الأغنية، ظهر تيمبرليك وتيمبالاند على شاشات الفيديو وغنوا سطورهم. تلقت الأغنية ترشيحين لجائزة جرامي لأفضل بوب بالتعاون مع الأغاني وتسجيل أفضل ريمكس، غير الكلاسيكي في حفل عام 2009.

## الكتاية والألهام
وعقب صدور الألبوم العاشر لها، اعترافات على حلبة الرقص، مادونا تأملت في أي نوع من الموسيقى أرادت أن تسجل، وكان موسيقى الرقص مثل ألبومها السابق. [2] وعندما سئلت من قبل المنتج ستيوارت برايس أي نوع من الموسيقى محببة لها، أجابت مادونا أنها أحبت المغني جاستن تيمبرليك وتسجيلات المنتج تيمبالاند، حتى أنها تعاونت معهم. [2] «4 دقائق» كتبت بواسطة ثلاثتهم، جنبا إلى جنب مع نيت «دانجا» تلال، [3] والتي ينتجها تيمبالاند، تيمبرليك ودانجا. [4] كانت الأغنية، في البداية مسماة «4 دقائق لإنقاذ العالم»، كانت واحدة من آخرالاغانى التي يتم إنتاجها لألبوم مادونا هارد كاندي. [1] [5] في مقابلة مع أخبار MTV, قالت مادونا مفهوم الأغنية أبُتكر من خلال مناقشات مع تيمبرليك. وأوضحت كذلك معنى الأغنية:
حسنا أنا لا أعتقد أنه من المهم أن تأخذ حرفيا جداً. أعتقد أن الأغنية أكثر من أي شيء هي عن وجود شعور بالإلحاح؛ حول كيف نحن كما تعلمون، العيش في الوقت الضائع في الاساس والناس أصبحوا أكثر وعيا بكثير عن البيئة وقيامنا بتدمير الكوكب. ونحن لا يمكن أن نبقي فقط نشتت أنفسنا نحن يجب علينا أن نربي أنفسنا ونستيقظ ونفعل شيئا حيال ذلك. أنت تعرف في نفس الوقت نحن لا نريد أن نكون مملين وجادين ولا نملك حتى متعة لذلك انها نوعاً ما مثل إذا نحن ذاهبون لإنقاذ الكوكب فهل يمكن أن نحظى بوقتا طيباً أثناء فعل ذلك؟
أوضحت مادونا أن سنها لم يكن لة أي علاقة بشعور الإلحاح الذي ينعكس في الاغنية، كان مجرد شيء موضوع لديها في الاعتبار لفترة طويلة ومع «4 دقائق»، تسرب الشعور في موسيقاها.قالت إنغريد سيشى من مجلة انتيرفيو أن الأغنية تعتبر أغنية راقصة لكل العالم، تحتوى على «اصوات لفرقة موسيقية كبيرة عظيمة.انها أغنية رقص عملاقة». اتفقت مادونا مع كلام سيشى وأجابت ان الاغنية كانت «مفارقة مضحكة» وكانت واحدة من الالهامات خلف فيلمها الوثائقى انا لاننا (2008). الفيلم الوثائقى تناول المعاناة الحادة ونقص الغذاء الذي تعانى منة الأمة الأفريقية مالاوى.